# L'apostolo
L'apostolo (The Apostle) è un film del 1997 scritto, diretto e interpretato da Robert Duvall.
È stato presentato nella sezione Un Certain Regard al 51º Festival di Cannes.

## Trama
Sonny (Robert Duvall) è un predicatore di una comunità un po' eccentrico. Durante un weekend nel quale partecipa a un convegno di predicatori, si convince che la moglie Jessie lo stia tradendo con un membro della chiesa. Prende perciò la macchina in piena notte e torna a casa ma la trova vuota. Va infine a casa di Sam (il presunto amante) e scopre che la moglie si trova proprio lì.
Il giorno successivo, ha una discussione con la moglie in cui lui la accusa verbalmente e in cui lei gli annuncia che la congregazione vuole esonerarlo da guida spirituale della chiesa. Lei gli conferma anche la sua intenzione di lasciarlo e partire con i figli. La notte Sonny, trasferitosi dalla madre, prega urlando, tanto da svegliare il vicinato. Il giorno successivo entra nella chiesa della sua comunità e annuncia di voler lasciare la guida della chiesa. In seguito raggiunge i figli che stanno disputando una partita di baseball. Al termine della partita Sam si avvicina a lui e Sonny in un impeto di follia lo aggredisce con una mazza da baseball alla tempia.
Fugge quindi dalla città e abbandona la sua auto in un fiume. Distrugge anche tutti i suoi documenti e alla fine giunge in un paesino della Louisiana. Incontra lì un reverendo in pensione a cui chiede il suo aiuto per fondare una chiesa per la comunità di quella cittadina. Comincia anche a fare il predicatore nella radio locale. Alla fine il reverendo lo porta alla chiesa abbandonata di sua proprietà e gli dà il permesso di usarla e di rimetterla in sesto. Nel frattempo chiama un suo vecchio amico che gli comunica che la madre è ricoverata all'ospedale, che lui è ricercato dalla polizia e che Sam si trova ancora in coma.
Sonny intanto si sta rifacendo una vita, ed invita a uscire con lui la segretaria della radio. Inoltre prende un vecchio pullman, lo rivernicia e con questo va a prendere i fedeli per la messa della domenica. Comincia così a predicare nella sua nuova chiesa e si fa chiamare da tutti L'Apostolo E.F.
All'inizio la chiesa è frequentata da poche persone, ma mano a mano che il tempo passa comincia a riempirsi di fedeli. Un giorno durante la messa, arriva un vicino razzista che gli dice chiaramente che da lì devono sparire. E.F. fa quindi a cazzotti fuori dalla chiesa fra lo stupore dei suoi fedeli. Poco tempo dopo, il vicino torna con una pala per distruggere la chiesa insieme ad alcuni amici, ma la fermezza della congregazione e l'uso della Bibbia lo convincono a pentirsi e a convertirsi. 
Un giorno, mentre predica in radio, sua moglie capta alcuni sprazzi della predica e scopre dove si trova. Si scopre quindi che egli è ormai ricercato per omicidio di primo grado. La moglie chiama quindi la polizia indicandogli dove cercarlo. E così durante la messa la polizia arriva e Sonny, in un ultimo sermone, saluta la comunità che gli è ormai molto legata e lasciando le consegne a Sammy viene arrestato.
Il film si conclude con Sonny ai lavori forzati in una piantagione mentre predica agli altri carcerati e li motiva.

## Slogan promozionali
- «Lust, Obsession, Revenge... Redemption»
- «Un uomo avvolto dal mistero. Tormentato da un segreto. Pervaso da energia magnetica.»

## Premi e riconoscimenti
- 3 Independent Spirit Awards 1998: miglior film, miglior attore protagonista (Robert Duvall), miglior regista
- Satellite Awards 1997: miglior attore in un film drammatico (Robert Duvall)
- Chicago Film Critics Association Awards 1997: miglior attore (Robert Duvall)